# 藤原宗忠

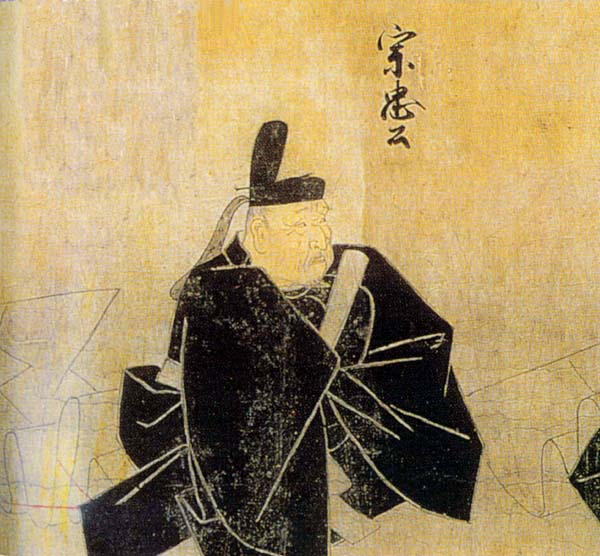
藤原宗忠

藤原宗忠（1062年—1141年）是日本平安時代的公卿。他寫了日记“中右記”。從一位受位者。

## 外部連結
- . kotobank （日语）.